# Tramp (альбом Лоуелла Фулсона)
Tramp — студійний альбом американського блюзового співака і гітариста Лоуелла Фулсона, випущений у 1967 році лейблом Kent.

## Опис
Заглавна пісня, соул-блюз «Tramp» стала успішним хітом Лоуелла Фулсона (стала ще більш відомою завдяки кавер-версії Отіса Реддінга і Карли Томас), і цей альбом також створений у подібній стилістиці. Хоча більшість пісень альбому мають традиційну блюзову структуру, Фулсон тут намагався створити більш фанкову атмсосферу, його чисті гітарні соло м'які і доступні та відрізняються від типового стилю чиказького блюзу того часу.
Пісня «Tramp» вийшла на синглі із інструментальною «Pico» на стороні Б та посіла 5-є місце в чарті Hot Rhythm & Blues Singles і 52-е в Hot 100 журналу «Billboard».

## Список композицій
1. «Tramp» (Лоуелл Фулсон, Джиммі Маккреклін) — 3:06
2. «I'm Sinkin'» (Лоуелл Фулсон) — 4:04
3. «Get Your Game Up Tight» (Жуль Тоб) — 2:39
4. «Back Door Key» (Джо Джосі) — 3:28
5. «Two Way Wishing» (Джо Джосі) — 2:45
6. «Lonely Day» (Фетс Вашингтон) — 3:25
7. «Black Nights» (Фетс Вашингтон) — 3:34
8. «Year of 29» (Жуль Тоб) — 3:25
9. «No Hard Feeling» (Лоуелл Фулсон) — 3:23
10. «Hustler's Game» (Лоуелл Фулсон) — 3:25
11. «Goin' Home» (Лоуелл Фулсон) — 3:27
12. «Pico» (Лоуелл Фулсон, Джиммі Маккреклін) — 2:58

## Учасники запису
- Лоуелл Фулсон — вокал, гітара
- Артур Адамс, Рене Голл — гітара
- Джекі Келсо — баритон-саксофон
- Максвелл Девіс — фортепіано, аранжування
- Кертіс Тіллмен — бас
- Чак Томас — ударні

Технічний персонал
- Майк Акопофф — продюсер
- Білл Лазерус — інженер
- Лакі Корделл — текст